# Architettura della Cambogia

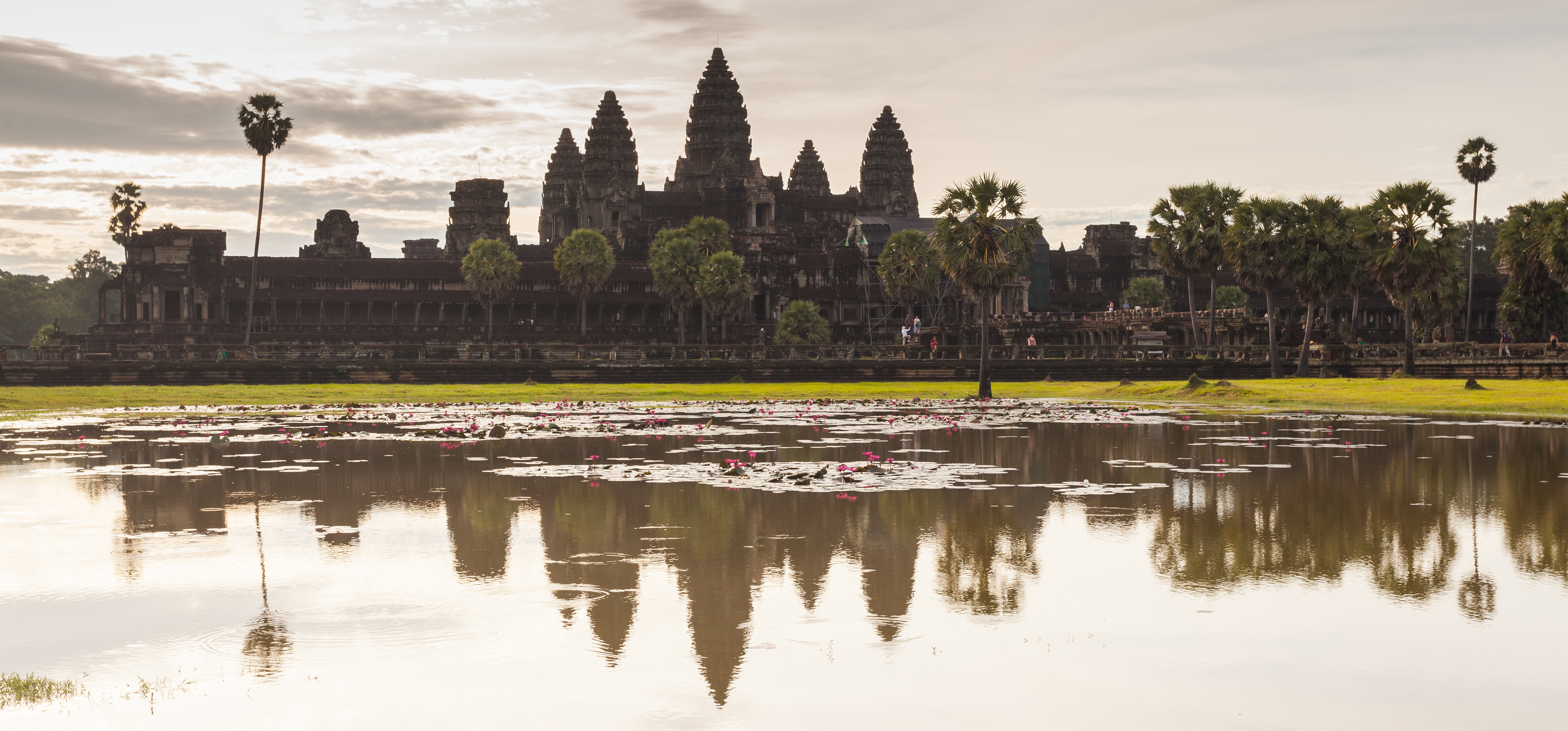
Angkor Wat.

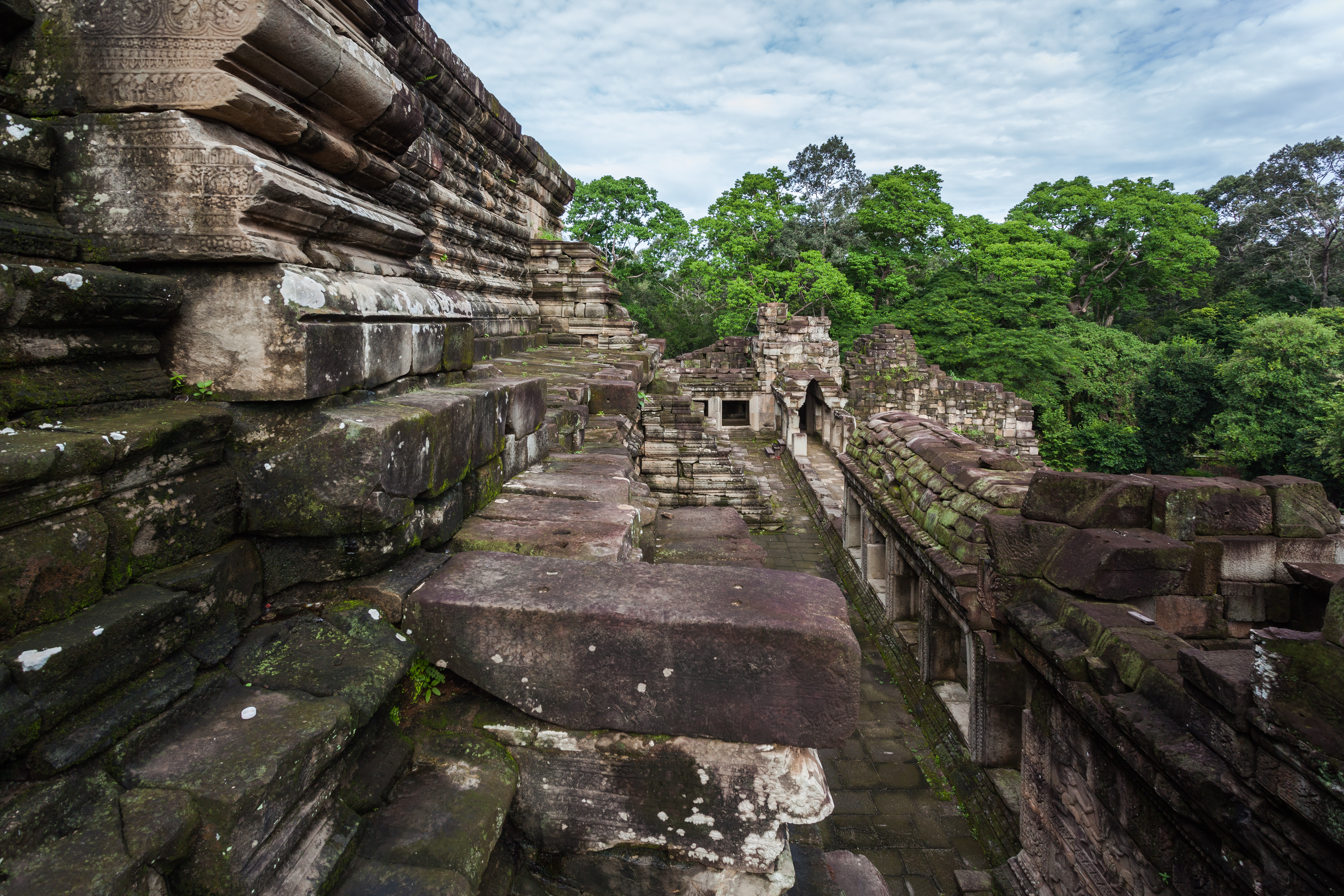
Baphuon.

Il periodo Angkor approssimativamente va dalla seconda metà dell'VIII secolo d.C. alla prima del XV secolo d.C. Volendo stabilire una data precisa, l'inizio può essere fissato nell'anno 802, allorché il re Khmer Jayavarman II si attribuì il titolo di Chakravartin (Re del Mondo) e dichiarò così implicitamente la sua indipendenza dal regno di Java, e la fine nel 1431, quando gli invasori Thai provenienti dal regno di Ayutthaya saccheggiarono Angkor e costrinsero l'élite Khmer a migrare a Phnom Penh.
Il nucleo principale dell'architettura angkoriana è costituito dall'architettura religiosa, in quanto i soli edifici rimasti hanno natura religiosa. Durante il periodo di Angkor, solo i templi e gli edifici che comunque rivestivano funzioni ad essi assimilabili erano costruiti in pietra. Le costruzioni civili, quali le abitazioni, erano costruite in materiali deperibili, legno in primis, e non sono sopravvissute.
L'architettura religiosa di Angkor si dispiega secondo strutture, elementi e motivi caratteristici. Dato che durante il periodo Angkor si succedettero un certo numero di stili architettonici differenti, col trascorrere degli anni tali caratteristiche non furono utilizzate in modo omogeneo nella costruzione degli edifici, per cui gli studiosi hanno potuto far ricorso all'eventuale presenza o assenza di alcune di esse come prova per la datazione degli edifici stessi.

## Periodizzazione e stili

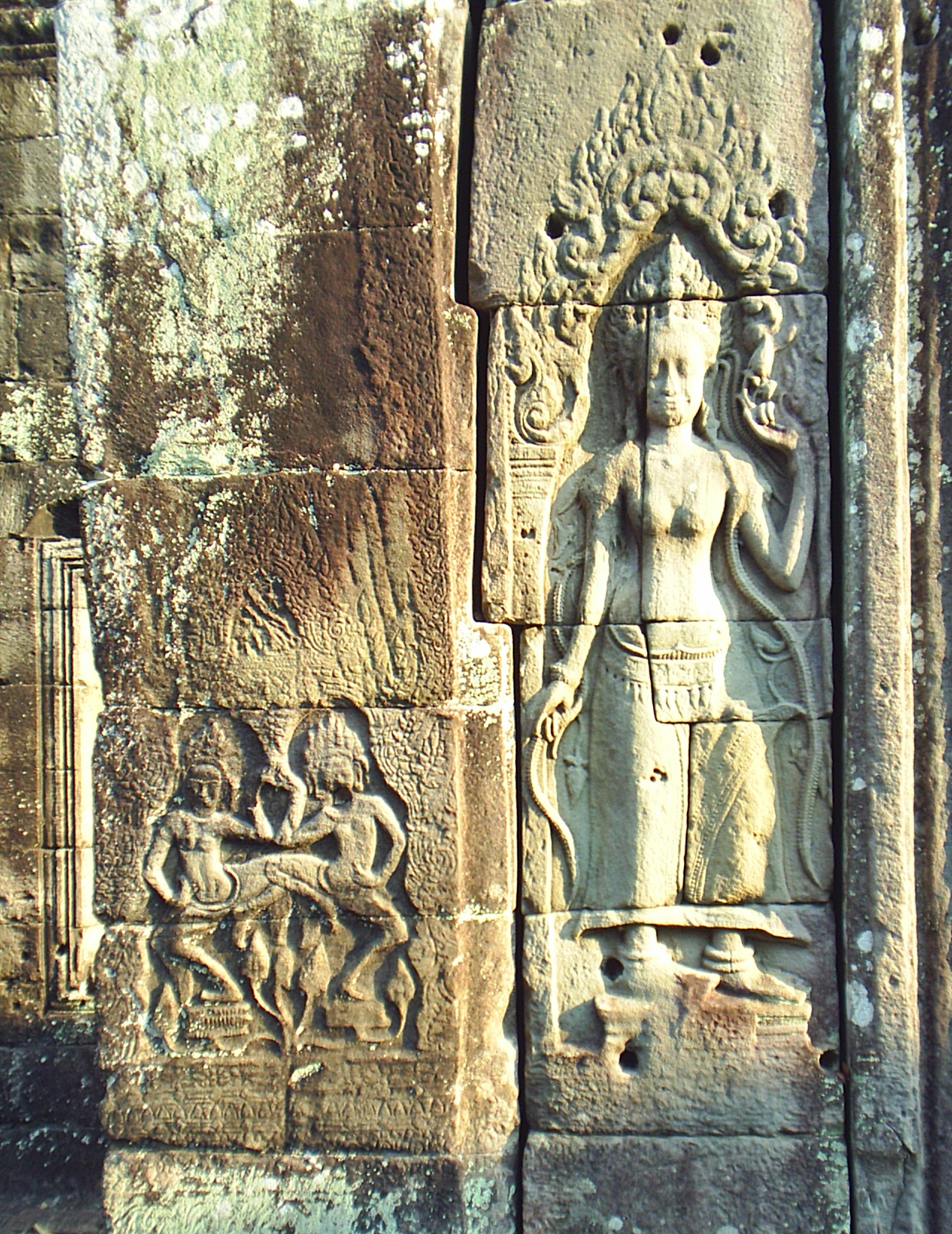
Apsara (a sinistra) e un devata (destra) al Banteay Kdei

Gli studiosi si sono impegnati a sviluppare una periodizzazione degli stili architettonici Angkor. Possono essere distinti i seguenti stili, legati a precisi periodi storici, che prendono il nome da un tempio particolare, considerato esemplare per quello stile.

### Periodo pre-angkoriano

#### Stile di Sambor Prei Kuk
Il sito omonimo, comprendente tre santuari, è collocato nella capitale, Bhavapura, fatta costruire da Bhavarman I alla fine del V secolo; è il monumento khmer più antico ad oggi rinvenuto. Inizia con la costruzione di questo sito la tradizione delle mura concentriche circondanti i santuari e i vari edifici annessi e presenta i criteri rigidi dell'architettura khmer, segno che tali criteri sono stati acquisiti già da epoca antica; la pianta è una prefigurazione di quella che sarà del tempio-montagna, con annesso valore simbolico. L'arco dell'architrave è a cuspidi ricurve. Dall'epoca di Sambor Prei Kuk iniziano inoltre ad essere usati i materiali con cui si costruiranno le grandi opere khmer: mattone e pietra, con aggiunta di una malta; il laterizio è limitato alla costruzione delle parti meno nobili dei complessi, mentre l'arenaria, che sarà una pietra prestigiosa e molto usata nel periodo angkoriano, viene usato solo per elementi decorativi.

#### Stile di Prei Kmeng e di Kompong Prah
Altri edifici, posteriori a Sambor Prei Kuk e trascurati perché più modesti in confronto a quest'ultimo, presentano elementi che permettono la classificazione di due stili di periodo successivo: gli stili di Prei Kmeng e di Kompong Prah.
Entrambi gli stili presentano modifiche rispetto allo stile di Sambor Prei Kuk che coincidono nella pianta e nell'alzato dei monumenti, ma che si differenziano invece per i loro architravi e colonnine:
- nel Prei Kmeng l'arco diviene rettilineo alle cui estremità sono scolpiti i motivi più vari, mentre la colonnina presenta una filettatura più fitta[3]
- nel Kompong Prah scompare invece ogni traccia dell'arco a cuspidi o rettilineo, sostituiti da un rotolo a motivo floreale chiamato "rizoma di loto", mentre le colonnine acquistano un motivo vegetale con ghirlande di foglie rappresentate di profilo.[3]

### Periodo angkoriano
- Stile Preah Ko (877-886 d.C.): Hariharalaya fu la prima capitale dell'Impero Khmer situata nell'area di Angkor. Le sue rovine si trovano in un'area attualmente chiamata Roluos, una quindicina di chilometri a sud-est della moderna città di Siem Reap. Il più antico tempio superstite di Hariharalaya è Preah Ko, gli altri sono Bakong e Lolei. I templi in questo stile sono caratterizzati da un disegno molto semplice, con piccole torri in mattoni, e da architravi finemente lavorati. Le decorazioni murarie sono perlopiù di stucco applicato. Un primo abbozzo di recinti concentrici.
- Stile Bakheng (889-923): comparsa dei templi-montagna, Bakheng fu il primo costruito nell'area di Angkor. Fu il tempio di stato di Re Yasovarman I, che lo volle al centro della sua capitale, Yasodharapura. Situato su una collina (phnom), attualmente è uno dei monumenti più a rischio di deterioramento, essendo fin troppo frequentato dai turisti, smaniosi di godersi uno spettacolare tramonto su Angkor. Aumenta l'utilizzo della pietra.
- Stile Koh Ker (921-944): i mattoni restano ancora il materiale più usato. Ricerca di effetti prospettici.
- Stile Pre Rup (944-968): durante il regno di Rajendravarman, vennero costruiti i templi di Pre Rup, Mebon orientale e Phimeanakas. Lo stile che condividono viene chiamato così dal tempio-montagna di stato di Pre Rup. Si tratta di un periodo di transizione, con il ritorno a stili ed elementi precedenti, quali ad esempio il bordo inferiore, spesso assente nello stile "Koh Ker". A questo periodo risalgono gli ultimi monumenti di grandi dimensioni in mattoni ricoperti di stucchi. I lunghi muri di recinzione diventano un elemento onnipresente.
- Stile Banteay Srei (967-1000): Banteay Srei è l'unico tempio Angkor di grandi dimensioni edificato non da un monarca ma da un cortigiano. È caratterizzato dalle dimensioni modeste delle costruzioni e dall'estrema raffinatezza delle decorazioni scultoree, compresi parecchi celebri bassorilievi raffiguranti scene e soggetti della mitologia Indiana. Fanno la loro comparsa frontoni con ornamenti raffinatissimi.
- Stile Khleang (968-1010): compaiono le gallerie e i gopura cruciformi. Diminuisce di molto l'uso di decorazioni scolpite.
- Stile Baphuon (1050-1080): si ritornano ad usare ampiamente le decorazioni scolpite, spesso con motivi floreali. Il Baphuon, massiccio tempio-montagna di Re Udayadityavarman II, pare fu il tempio che impressionò maggiormente il viaggiatore cinese Zhou Daguan, che visitò Angkor verso la fine del XIII secolo. Compaiono dei bassorilievi di piccole dimensioni, spesso in sequenze narrative, che possiedono un dinamismo di stampo un po' naive che contrasta con la rigidità delle raffigurazioni tipiche di altri periodi. Attualmente (2008) il Baphuon è in buona parte inaccessibile per lavori di restauro e non può essere ammirato nel suo pieno splendore.
- Stile Classico o di Angkor Wat (1080-1175): Angkor Wat, il tempio e forse il mausoleo di Suryavarman II. È il più grande dei templi di Angkor e definisce lo stile classico di Angkor, caratterizzato tra i vari elementi dalle torri ogivali decorate, dalle ampie gallerie e dalle decorazioni onnipresenti, a ricoprire qualunque superficie. Grande uso di bassorilievi. Recinzioni concentriche, che spesso presentano mezze gallerie dal lato esterno, connesse da gallerie assiali. Comparsa di terrazze a croce. Altri templi in questo stile sono Banteay Samre e Thommanon, nell'area di Angkor, e Phimai nella moderna Thailandia.
- Stile Barocco, o del Bayon (1181-1243): nell'ultimo quarto del XII secolo, Re Jayavarman VII liberò il territorio di Angkor da un esercito di invasori venuti da Champa. Ebbe quindi inizio un grandioso e frenetico programma di edificazione di templi e monumenti, il cui paradigma resta il tempio di stato chiamato Bayon. Le altre opere del re partecipano dello stesso stile, inclusi Ta Prohm, Preah Khan, Angkor Thom e Banteay Chmar. Sebbene di progettazione grandiosa e complessa e decorati in modo elaborato, i templi di questo periodo, soprattutto nell'ultima parte, dimostrano chiaramente la fretta con cui furono costruiti, in contrasto con l'aulica perfezione di Angkor Wat. Distintive di questo periodo le torri quadrate con grandi visi scolpiti sulle quattro facciate.
- Stile Post-Bayon (1243-1431): successivamente al periodo di frenetica attività costruttiva del regno di Jayavarman VII, l'architettura di Angkor entrò nel suo periodo di declino. La Terrazza del Re Lebbroso, databile agli inizi del XIII secolo, è nota per il dinamismo dei bassorilievi, che raffigurano re demoni, danzatori e nāgas.

## Elementi architettonici
L'architettura del periodo di Angkor utilizzò delle caratteristiche strutturali e degli stili ben specifici, e sono uno dei metodi più usati per la datazione dei templi, insieme con le iscrizioni.

### Apsara e devata
Le apsara, divinità danzanti con sembianze di ragazza, provengono dalla mitologia indiana, ma il loro ampio utilizzo fu una particolarità degli Khmer. Il termine è comunemente usato per indicare non solo quelle danzanti ma qualsiasi ninfa del paradiso, sebbene queste ultime siano tecnicamente delle devata piuttosto che apsara. Le vere e proprie apsara si trovano nei bassorilievi della Sala delle Danzatrici e si vedono volteggiare sopra delle scene sacre, mentre la maggior parte delle devata (circa 2000) si trovano ad Angkor Wat sia singolarmente che in gruppi.

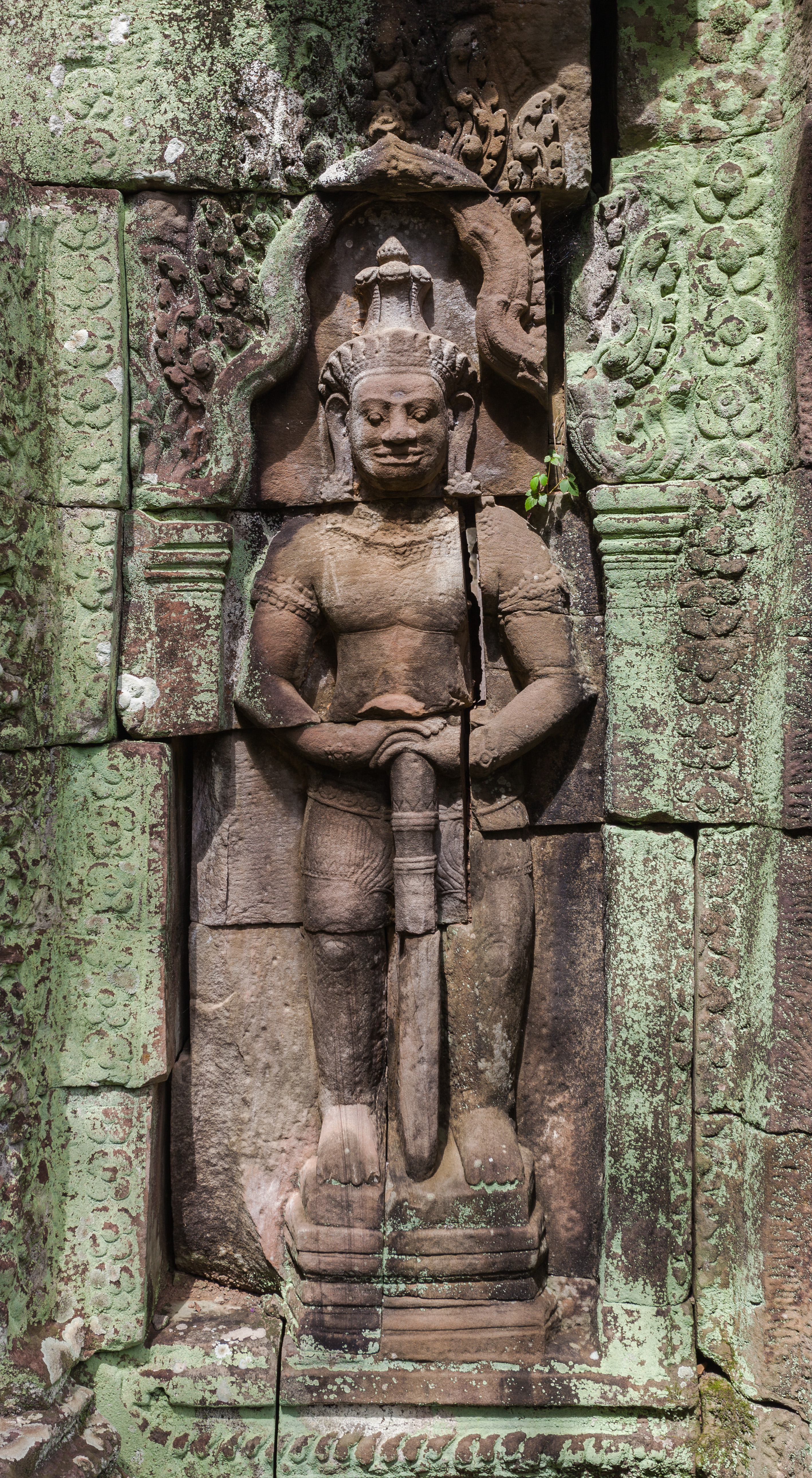
Un dvarapala a guardia di Banteay Kdei

### Dvarapala
I dvarapala sono guardiani di natura umana o demoniaca, generalmente armati di lance o mazze. Generalmente si trovano come statue di pietra o sculture a rilievo sulle mura di templi ed altre costruzioni, di solito adiacenti ad ingressi o punti di passaggio obbligato. Hanno una funzione protettiva. Se ne possono vedere ad esempio nei templi di Preah Ko, Lolei, Banteay Srei, Preah Khan e Banteay Kdei.

### Porte e finestre cieche

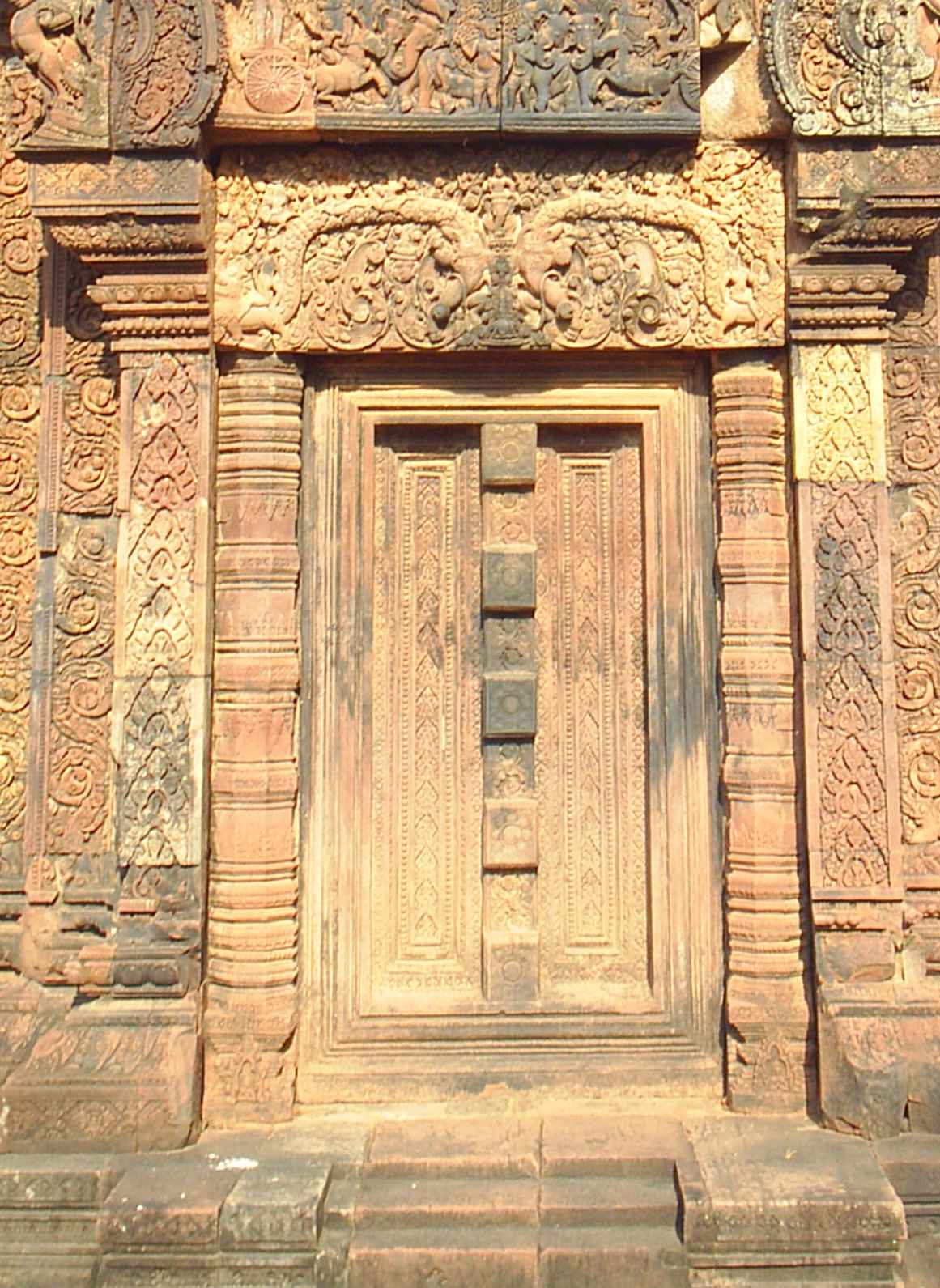
Una porta cieca con piccole colonne a Banteay Srei.

Le porte cieche erano tipicamente utilizzate per bilanciare il portale vero e proprio. I sacrari si aprivano tipicamente in un'unica direzione: ai tre lati rimanenti venivano quindi costruite delle porte cieche per mantenere la simmetria. Le finestre cieche venivano poste spesso lungo le pareti che altrimenti sarebbero rimaste disadorne.

### Santuario centrale
Nel santuario centrale si trovava il tempio del dio principale, quello a cui il sito era dedicato. Il dio o Buddha, a seconda del caso, era rappresentato da una statua (o talvolta nel caso di Siva da una lingam). Poiché il tempio non era un luogo di adorazione della normale popolo, bastava che il santuario fosse grande abbastanza da contenere la sua statua; tipicamente era di pochi metri più grande. La sua importanza era invece individuabile dall'altezza della torre che la sovrastava, dalla sua vicinanza al centro del tempio (una rappresentazione del Monte Meru) e dal numero delle decorazioni lungo le pareti.

### Colonnati
Dei piccoli colonnati venivano posti ai lati delle porte di accesso.

### Falsi archi

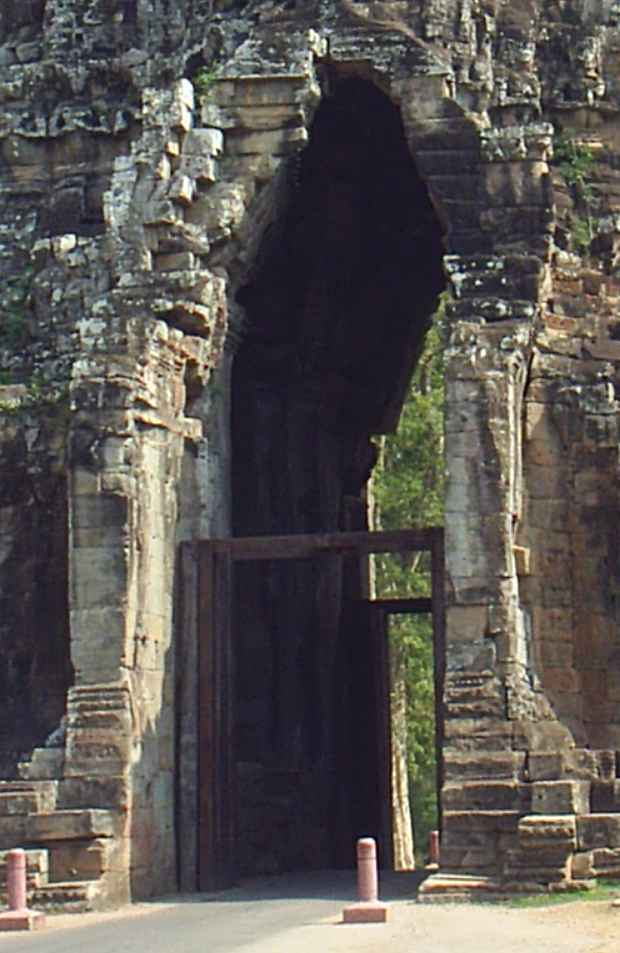
Falso arco alla porta meridionale di Angkor Thom.

Più che degli archi veri e propri, i Khmer utilizzavano dei falsi archi. Questi erano costruiti appoggiando successivamente le pietre una sopra l'altra, facendo sporgere quelle soprastanti sempre più verso il centro. Questo metodo, oltre che inadeguato, rese i templi molto fragili ai crolli soprattutto quando terminò la manutenzione degli edifici.

### Recinti
I templi Khmer erano tipicamente recintati da una serie di mura concentriche, con il santuario centrale nel mezzo: questa collocazione rappresentava la serie di montagne che circondava il Monte Meru. Le recinzioni vengono numerate a partire dal centro verso l'esterno. Tipicamente tra queste recinzioni corrono delle gallerie, mentre i passaggi posti ai punti cardinali passano attraverso dei gopura.

### Gallerie
Le gallerie erano dei passaggi che correvano lungo il muro di un recinto o lungo l'asse del tempio, spesso aperti da un lato o su ambedue. 

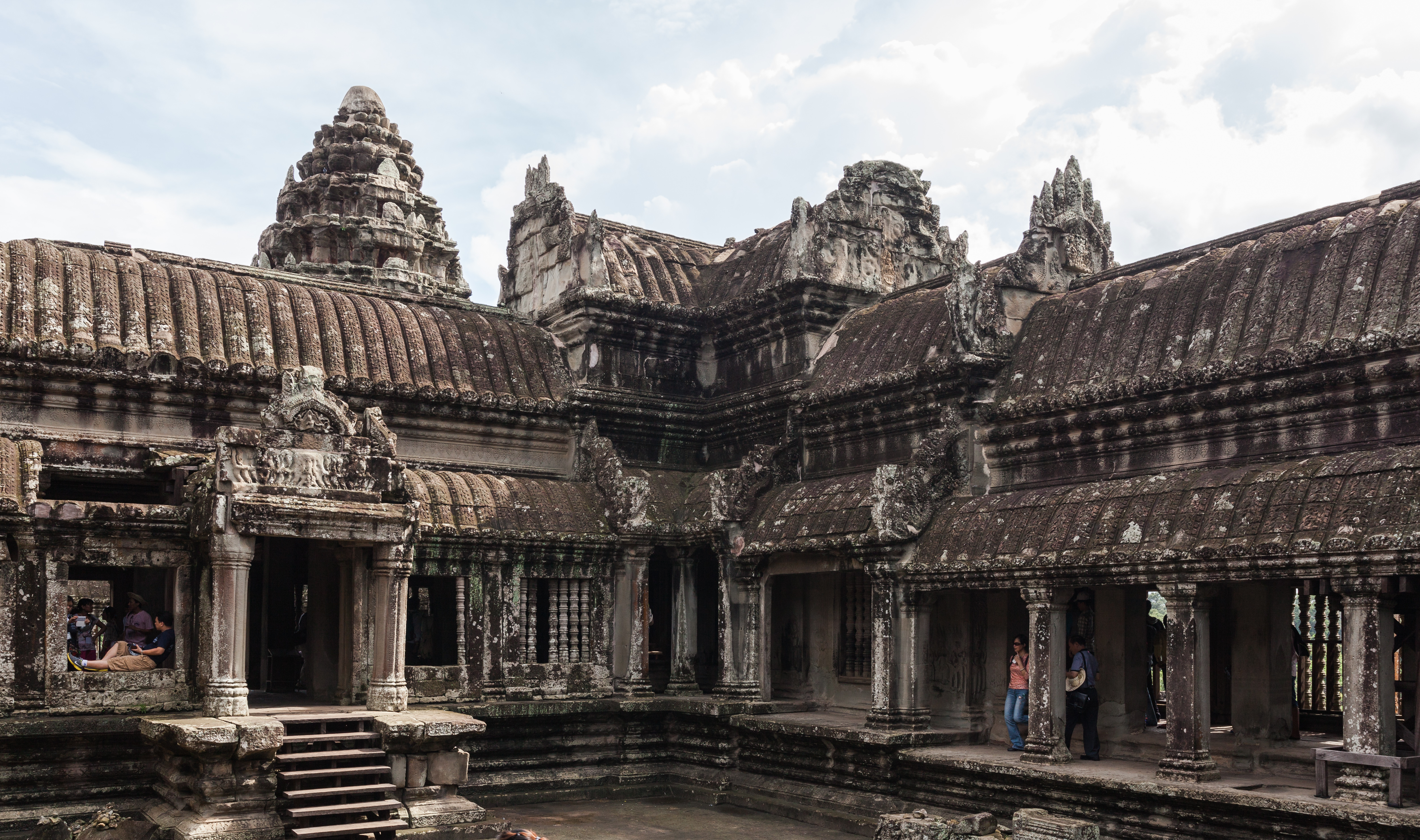
Galleria a forma di croce ad Angkor Wat.

 Durante l'ultimo periodo di Angkor Wat, furono create delle nuove semi-gallerie come contrafforte alla struttura del tempio.

### Gopura
Un gopura era un ingresso di un edificio. Ogni recinto di un tempio aveva tipicamente un gopura ad ognuno dei quattro punti cardinali. La loro pianta era spesso a forma di croce allungata lungo l'asse del muro del recinto; quando il muro aveva delle gallerie, queste potevano essere collegati alle braccia del gopura.

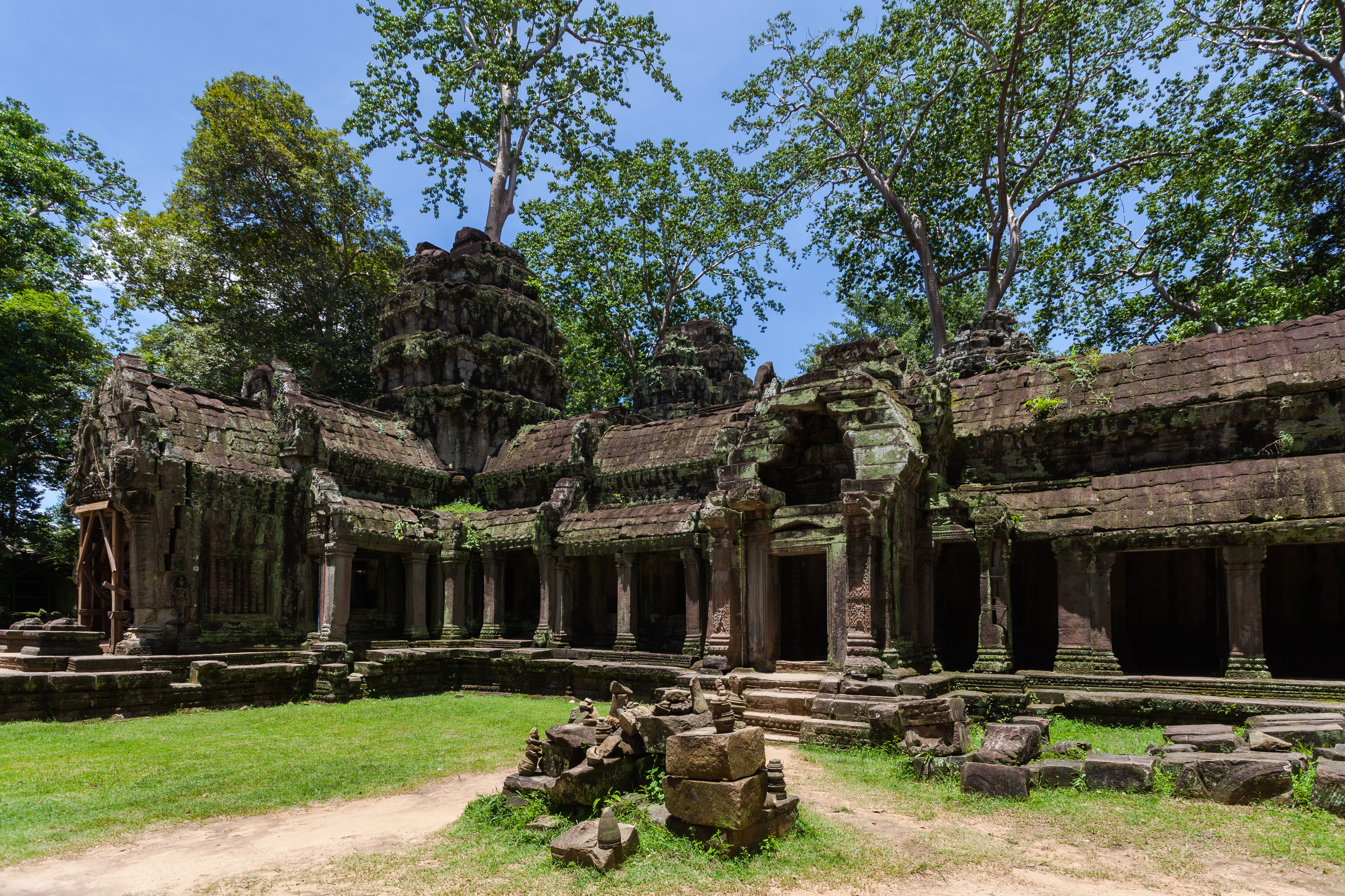
Gopura a Ta Prohm.

 Molti gopura avevano una torre al centro della croce. Gli architravi e i frontoni erano spesso decorati, e delle figure di guardiani (dvarapalas) erano spesso posizionate o intagliate su ciascun lato del portale di accesso.

### Sala delle Danzatrici
La Sala delle Danzatrici è una struttura che si trova a Ta Prohm, a Preah Khan, a Banteay Kdei e a Banteay Chhmar. Si tratta sempre di un edificio rettangolare, con il lato lungo sull'asse est-ovest, e suddiviso in quattro cortili da gallerie. I tetti erano costruiti con materiale deperibile e sono oggi scomparsi. I pilastri delle gallerie sono decorati con apsara danzanti, da cui si ipotizza che questi edifici fossero usati per ospitare danze rituali.

### Casa del Fuoco
La Casa del Fuoco (o Dharmasala), è un tipo di edificio che compare nei templi e lungo le strade principali del regno di Jayavarman VII la cui funzione certa è ancora un enigma. Nella stele di fondazione del Preah Khan è scritto ne furono costruite 121, di cui 17 lungo la strada tra Angkor Thom e Phimai. Sembrano quindi dei luoghi di riposo, sia per i viaggiatori che per la fiamma sacra usata nelle cerimonie religiose. Ha delle mura spesse con una torre sul lato ovest e delle finestre rivolte a sud. Degli esempi di questa struttura si trovano a Preah Khan, a Ta Prohm e a Banteay Chhmar.

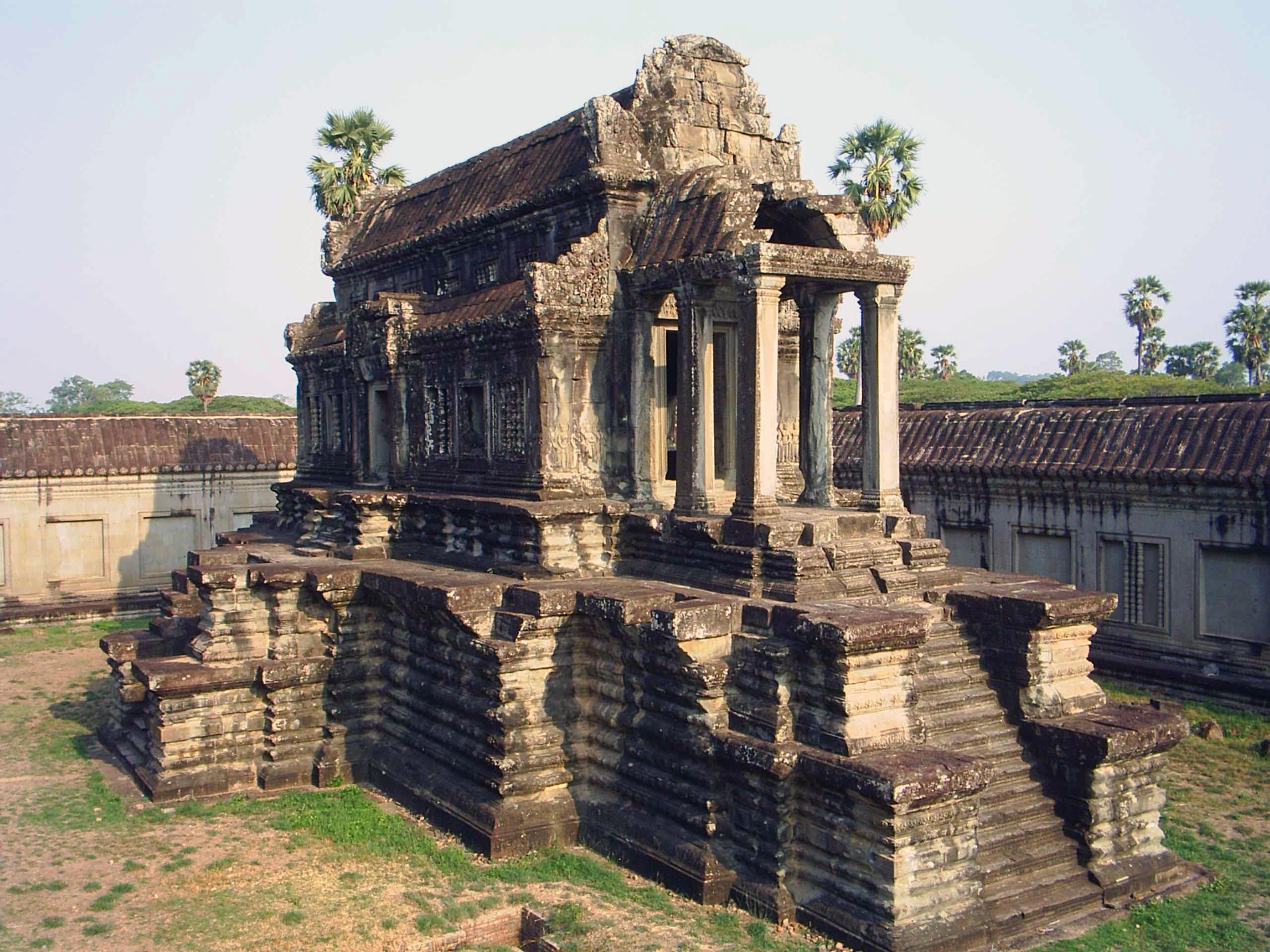
Biblioteca ad Angkor Wat; solitamente, le biblioteche erano aperte sia ad est che ad ovest.

### Biblioteca
La biblioteca è una delle caratteristiche più comuni dei templi dell'architettura Khmer, ma non è ancora sicuro quale fosse il loro utilizzo. Erano più probabilmente dei sacrari che non delle biblioteche. Erano tipicamente posizionate a coppia su ciascun lato all'ingresso di un recinto, rivolte ad ovest.

### Architravi e frontoni

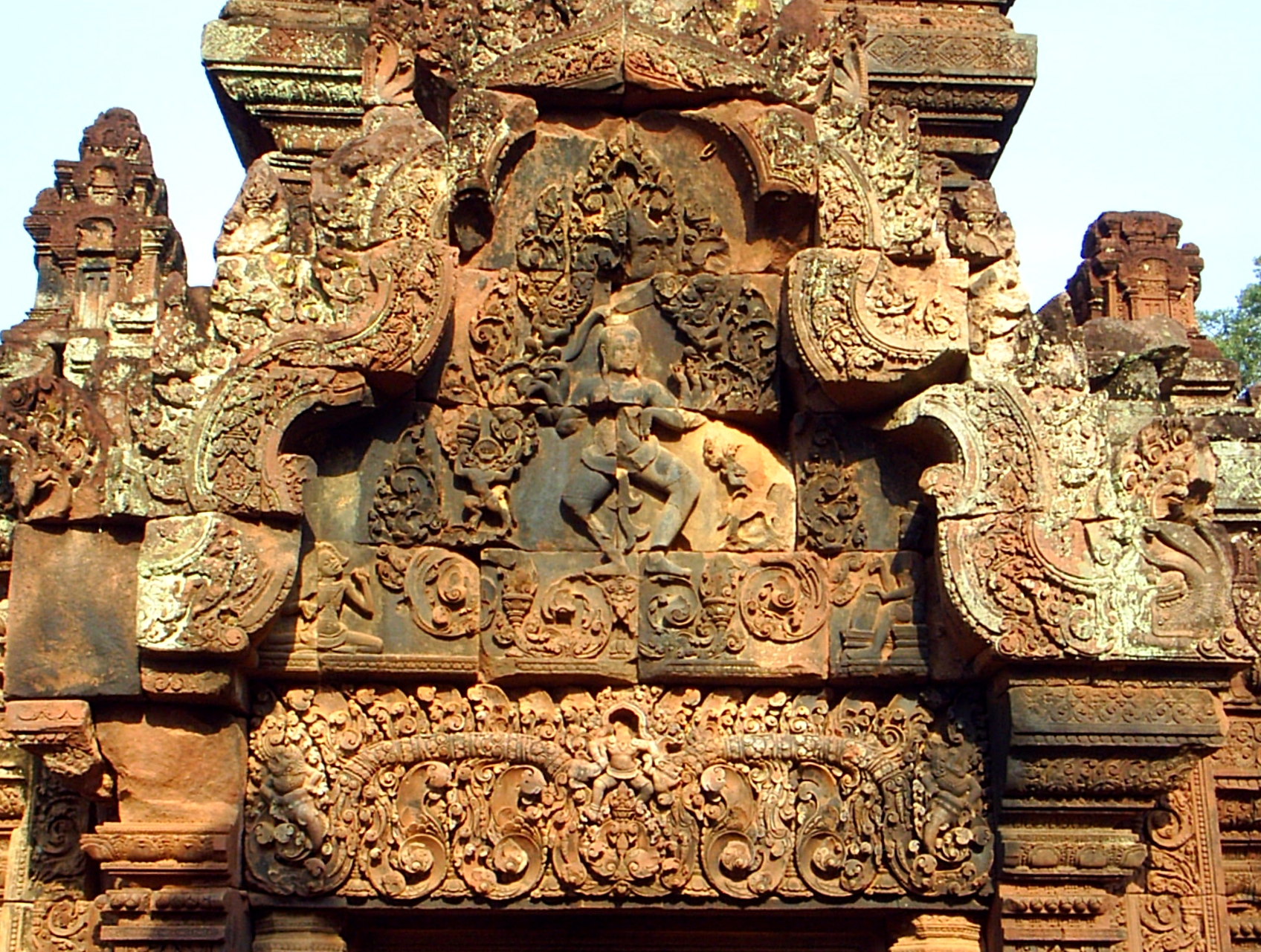
Architrave e frontone a Banteay Srei; il frontone mostra Shiva Nataraja.

A causa del loro posizionamento agli ingressi del tempio, gli architravi e i frontoni avevano un particolare significato nell'architettura Khmer. Le decorazioni degli architravi attraversano tutta una serie di stili che offrono una guida utile per la datazione dei templi: dei kala posti a protezione, dei Nāga e dei makara erano i motivi più comuni. Spesso c'era una decorazione del dio associato al punto cardinale verso cui era diretto il frontone.

### Naga

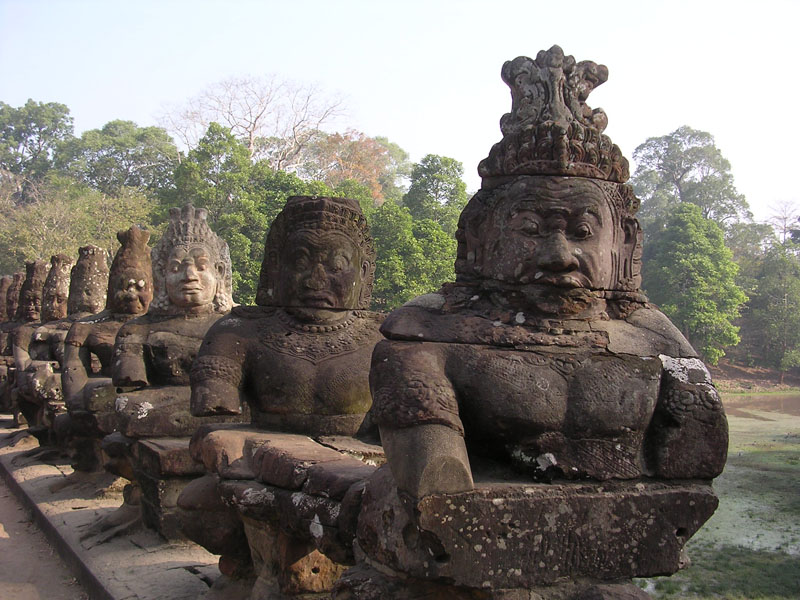
Dei demoni che tengono il naga su un ponte all'entrata di Angkor Thom.

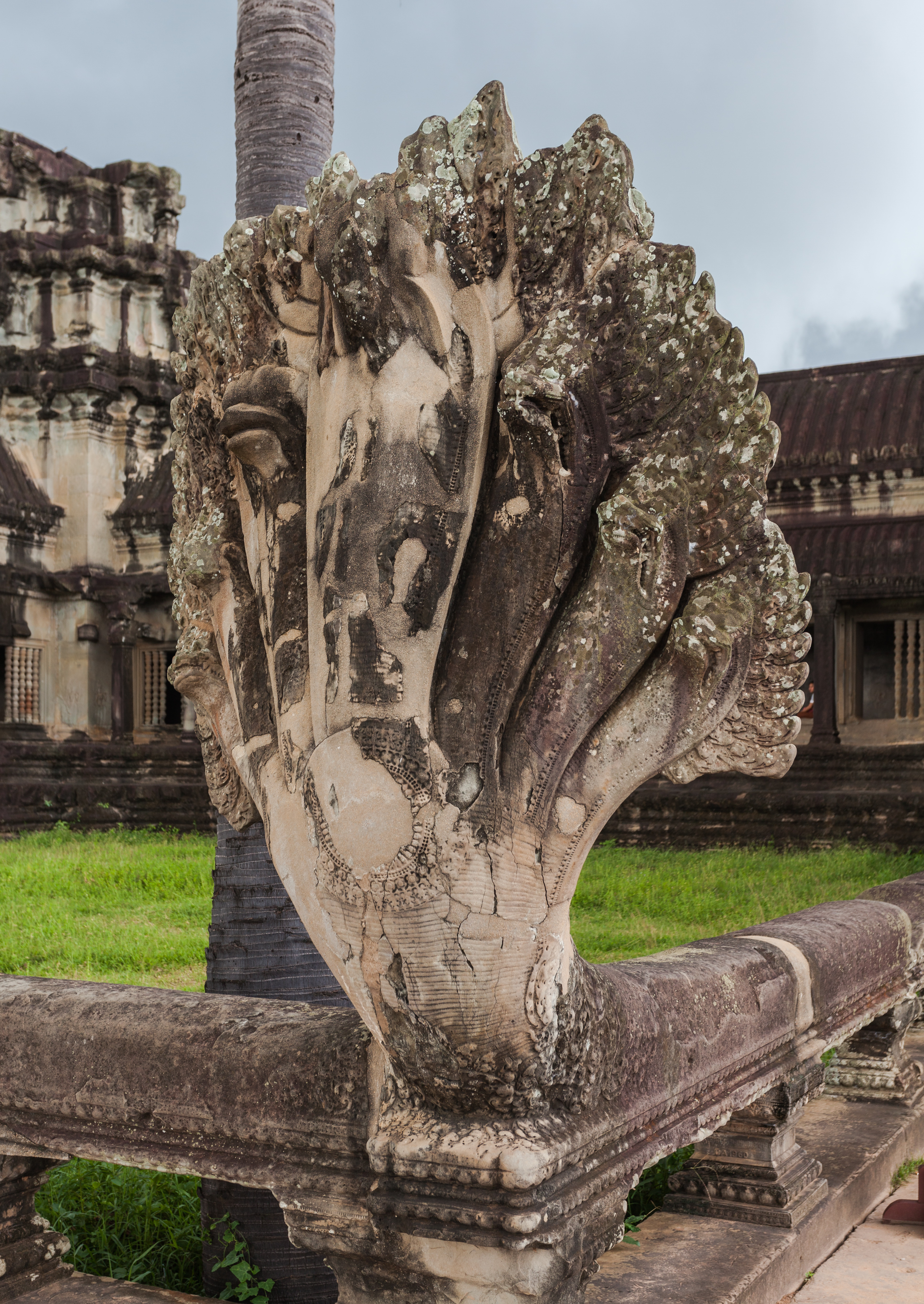
Naga in Angkor Wat.

I serpenti mitologici, o Nāga (spesso con cinque o sette teste), erano comunemente usati come elementi decorativi nell'architettura Khmer. Caratteristiche del regno di Jayavarman VII sono le balaustrate naga, che compaiono agli ingressi delle residenze reali, come Angkor Thom, e nelle terrazze degli approdi, come quello occidentale di Srah Srang. I naga erano trattenuti da dei e demoni come nella storia del mescolamento del mare di latte. I naga simboleggiano il ponte tra il mondo degli dei e quello degli uomini, o anche come guardiani della salute.

### Quincunx

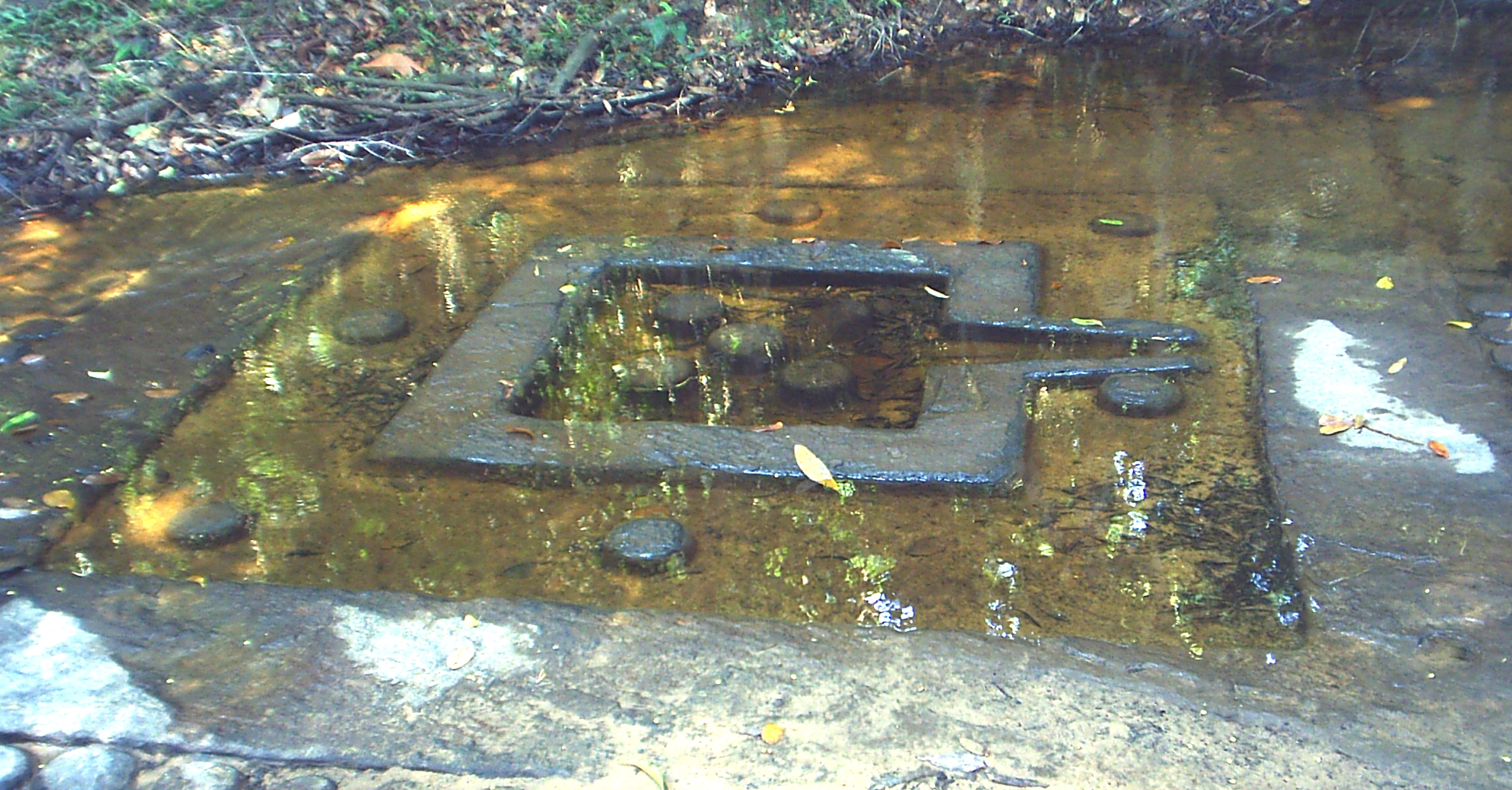
Lingam a forma di quincunx, posto dentro un yoni, a Kbal Spean.

L'identificazione del santuario centrale con il Monte Meru è qui enfatizzata immaginando che le quattro torri che circondano il santuario formino con esso un quincunx (in questo caso il Monte Meru ha cinque vette), cioè cinque elementi nella configurazione con cui viene rappresentato il numero 5 su un dado a sei facce. La pianta rettangolare del tipico tempio Khmer portava facilmente a costruire questa forma. Il quincunx appare anche altrove nel periodo di Angkor, come ad esempio nelle sculture sul letto del torrente Kbal Spean.

### Gli Srah e i Baray
Gli Srah e i Baray erano degli enormi serbatoi d'acqua a cielo aperto, i primi creati generalmente scavando il terreno, mentre i secondi costruendo dei terrapieni. Non è chiaro fino a che punto arrivasse il loro significato religioso, se fossero unicamente necessari per l'agricoltura o se il loro uso e significato fossero una combinazione dei due aspetti. I più grandi ad Angkor sono il Baray occidentale e il Baray orientale, situati ciascuno su un lato di Angkor Thom. Il Baray orientale attualmente è asciutto. Al centro di ambedue, su isole artificiali, furono costruiti dei templi (il Mebon occidentale e quello orientale). Il baray associato a Preah Khan è il Jayatataka, al centro del quale si erge il tempio di Neak Pean, risalente al XII secolo. Claude Jacques ha ipotizzato che il Jayatataka rappresenti il lago himalaiano di Anavatapta, famoso per i suoi miracolosi poteri di guarigione.

### Il tempio-montagna

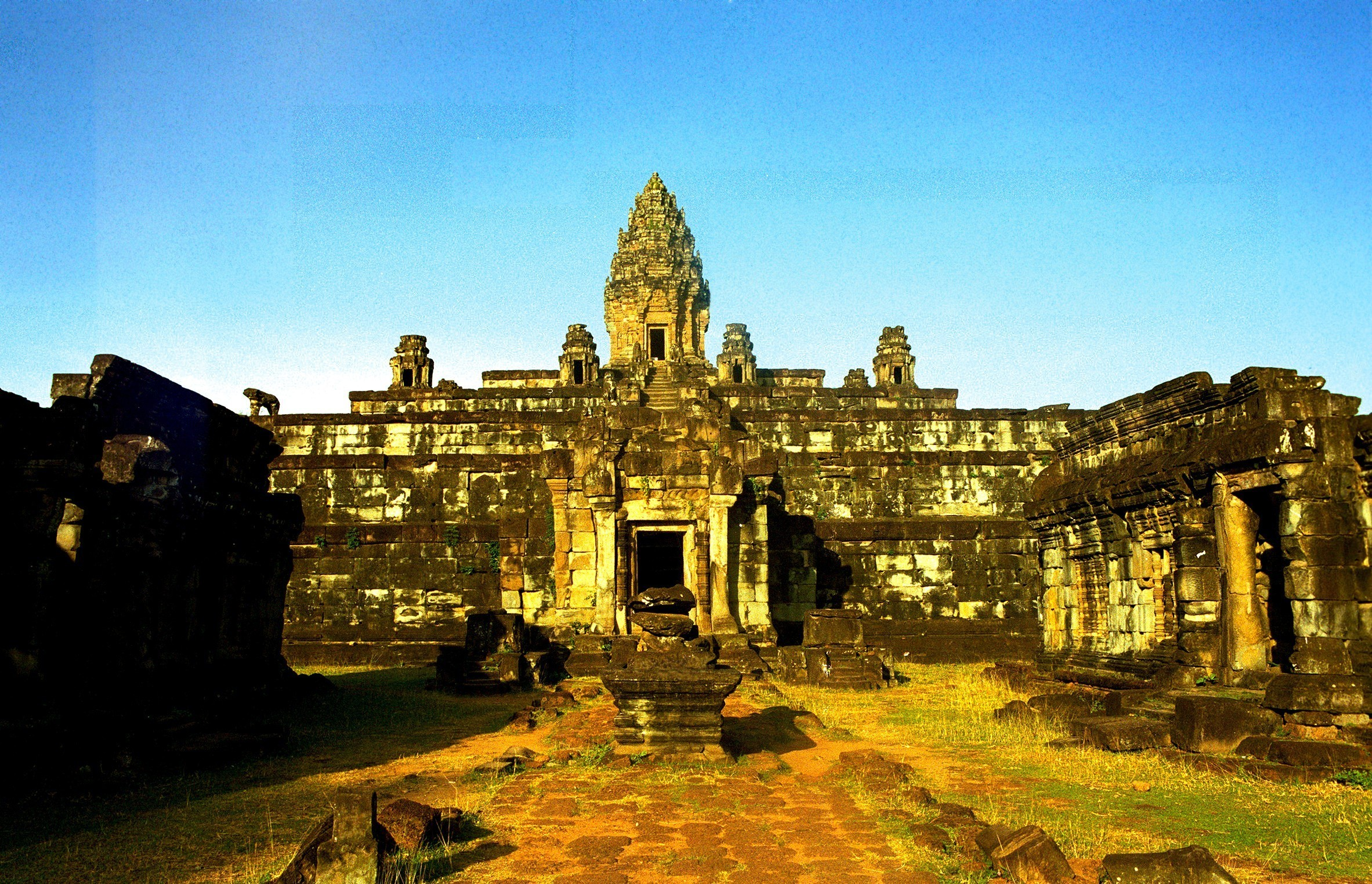
Il Bakong è il più antico tempio montagna di Angkor giunto apprezzabilmente integro ai nostri tempi.

Lo schema che dominò la costruzione dei templi di stato nel periodo Angkor fu il tempio-montagna, una rappresentazione architettonica del monte Meru, la dimora degli Dei nella mitologia induista. Lo stile fu influenzato dall'architettura dei templi induisti. I recinti concentrici rappresentano le catene di montagne che circondano il monte Meru, mentre un fossato rappresenta l'oceano. 
Il tempio vero e proprio prende la forma di una piramide a diversi livelli e la dimora degli Dei è rappresentata dal santuario centrale, in posizione elevata al centro del tempio. Il tempio-montagna più antico tra quelli rinvenuti nella zona di Angkor è probabilmente Ak Yum, ma oggi ne rimane ben poco, in quanto fu parzialmente ricoperto dalla costruzione del Baray occidentale. Tra quelli sufficientemente integri da poter essere apprezzati dal visitatore, il più antico è il Bakong, una piramide a cinque livelli, inaugurato nell'anno 881 d.C. da re Indravarman I.. Altri templi-montagna sono Phnom Bakheng, Baphuon, Pre Rup, Ta Keo e soprattutto Angkor Wat e Bayon. Ciascuno di essi fu in tempi diversi tempio di stato, cioè centro religioso dell'intero Impero Khmer.